# Queer Mountain
Queer Mountain är ett berg i Antarktis. Det ligger i Östantarktis. Nya Zeeland gör anspråk på området. Toppen på Queer Mountain är 1 128 meter över havet, eller 367 meter över den omgivande terrängen. Bredden vid basen är 2,9 km.
Terrängen runt Queer Mountain är huvudsakligen kuperad, men åt sydväst är den bergig. Trakten är obefolkad. Det finns inga samhällen i närheten. 